# Чемпіонат світу з легкої атлетики 2019 — метання диска (чоловіки)

Спроба Данієля Штоля

Змагання з метання диска серед чоловіків на Чемпіонаті світу з легкої атлетики 2019 у Досі проходили 28 та 30 вересня на стадіоні «Халіфа».

## Напередодні змагань
На початок змагань основні рекордні результати були такими:
| WR | Юрген Шульт (GDR)      | 74,08 | Нойбранденбург | 6 червня 1986 |
| CR | Віргіліюс Алекна (LTU) | 70,17 | Гельсінкі      | 7 серпня 2005 |
| WL | Данієль Штоль (SWE)    | 71,86 | Боттнарюд      | 29 червня     |

Напередодні старту дискоболів у Досі очікувалось, що боротьба розгронеться між лідером сезону Данієлем Штолем (71,86) та володарем другого результату в сезоні Федріком Дакресом (70,78). Лише ним підкорилась 70-метрова позначка у змаганнях впродовж 2019.

## Результати

### Кваліфікація
Найкращим за підсумками двох кваліфікаційних груп став Данієль Штоль з результатом 67,88. Умовами проходження до фіналу було метання диска на 65,50 або входження до 12 найкращих за результатом атлетів у обох групах кваліфікації.

### Фінал
У фіналі шведський та ямайський дискоболи розділили перше-друге місця.
| Місце | Атлет                     | #1    | #2    | #3    | #4    | #5    | #6    | Результат | Примітки |
| ----- | ------------------------- | ----- | ----- | ----- | ----- | ----- | ----- | --------- | -------- |
| 1     | Данієль Штоль (SWE)       | 66,59 | 67,18 | 67,59 | 65,83 | x     | 67,05 | 67,59     |          |
| 2     | Федрік Дакрес (JAM)       | 64,97 | 66,94 | 64,67 | 63,50 | 62,85 | x     | 66,94     |          |
| 3     | Лукас Вайсгайдінгер (AUT) | 66,74 | x     | 66,82 | x     | 63,74 | 66,35 | 66,82     |          |
| 4     | Алін Фірфіріка (ROU)      | 63,94 | x     | 66,46 | 65,19 | 63,95 | 64,16 | 66,46     |          |
| 5     | Апостолос Парелліс (CYP)  | 64,76 | 66,32 | 64,56 | x     | 64,86 | 65,66 | 66,32     | NR       |
| 6     | Меттью Денні (AUS)        | 65,43 | 63,03 | x     | 64,38 | x     | x     | 65,43     | NR       |
| 7     | Есан Гададі (IRI)         | 63,80 | 63,80 | 62,51 | 64,29 | 65,16 | 63,32 | 65,16     |          |
| 8     | Мартін Віріг (GER)        | 64,31 | x     | 62,70 | x     | x     | 64,98 | 64,98     |          |
| 9     | Сімон Петтерсон (SWE)     | 59,71 | 61,81 | 63,72 |       |       |       | 63,72     |          |
| 10    | Ола Стунес Ісене (NOR)    | 62,95 | х     | 63,67 |       |       |       | 63,67     |          |
| 11    | Сем Меттіс (USA)          | x     | 63,15 | 63,42 |       |       |       | 63,42     |          |
| 12    | Андрюс Гудзюс (LTU)       | x     | 61,55 | x     |       |       |       | 61,55     |          |